# Henryk Bałuszyński
Henryk Bałuszyński (Knurów, 1972. július 15. – 2012. március 1.) lengyel válogatott labdarúgócsatár.

## Pályafutása

### Klubcsapatokban
A Górnik Knurów, a Gwiazda Chudów és a Górnik Zabrze juniorcsapataiban kezdte a pályafutását. 1989 és 1994 között a Górnik Zabrze felnőtt csapatában 109 mérkőzést játszott és 18 gólt szerzett. Később Németországban folytatta a VfL Bochumban, az Arminia Bielefeldben, az LR Ahlenben és az SV Babelsberg 03-ban. Csatárként összesen 56 Bundesliga-mérkőzésen játszott és hat gólt szerzett. A Bundesliga másodosztályában 89 meccsen 18 gólt ért el.
1994. december 4-én debütált a Bundesligában a VfL Bochum FC Schalke 04 ellen 2–3-ra végződő találkozóján, és mindkét bochumi gólt ő lőtte. Az első négy meccsén kitűnően szerepelt, négy gólt szerzett a VfL színeiben. A Bochum szurkolói úgy is emlékeznek rá, mint a klub történetének első európai kupagóljának szerzőjére, amelyet 1997. szeptember 16-án a Trabzonspor elleni döntetlen során szerzett.
2007 nyarán visszatért ifjúsági klubjához, a Gwiazda Chudówhoz, ahol 2010-ig még játékosként tevékenykedett, és haláláig edzőként dolgozott.

### A válogatottban
A lengyel válogatottban 15 mérkőzésen 4 gólt szerzett. 1994. február 9-én debütált Santa Cruz de Tenerifén a Spanyolország ellen 1–1-re végződő mérkőzésen.

## Statisztika

### A válogatottban
| 1994     | 5  | 2 |
| 1995     | 4  | 0 |
| 1996     | 4  | 2 |
| 1997     | 2  | 0 |
| Összesen | 15 | 4 |

## A halála
2012. március 1-jén Bałuszyński szívroham szövődményeibe halt bele, 39 évesen.

## Fordítás
Ez a szócikk részben vagy egészben  a   Henryk Bałuszyński című német Wikipédia-szócikk ezen változatának fordításán alapul.  Az eredeti cikk szerkesztőit annak laptörténete sorolja fel. Ez a jelzés csupán a megfogalmazás eredetét és a szerzői jogokat jelzi, nem szolgál a cikkben szereplő információk forrásmegjelöléseként.